# Johann Wigand
Johann Wigand (ur. 1523 w Mansfeld, zm. 21 października 1587 w Miłomłynie (Liebemühl)) – niemiecki teolog luterański, ostatni zwierzchnik diecezji pomezańskiej i botanik. 
Uczęszczał do szkoły w Mansfeld, a po jej ukończeniu w 1539 wstąpił na uniwersytet w Wittenberdze, gdzie słuchał wykładów m.in. Marcina Lutra. Ze względu na niewystarczające fundusze po dwóch latach przerwał studia i udał się do Norymbergi, gdzie był przez trzy lata nauczycielem w Lorenzschule. Następnie kontynuował studia w Wittenberdze, z zamiarem zostania nauczycielem akademickim. Jego plany zniweczyła śmierć Lutra i wybuch I wojny szmalkaldzkiej (1546–1547). W 1546 roku został kaznodzieją w Mansfeld, ucząc jednocześnie w tamtejszej szkole. Kontynuował też studia botaniczne rozpoczęte jeszcze w Wittenberdze. W 1560 roku został profesorem na uniwersytecie w Jenie, następnie przebywał w Magdeburgu, a kilka lat później wrócił do Jeny. W roku 1575 otrzymał biskupstwo Pomezanii, później był także administratorem diecezji sambijskiej. 

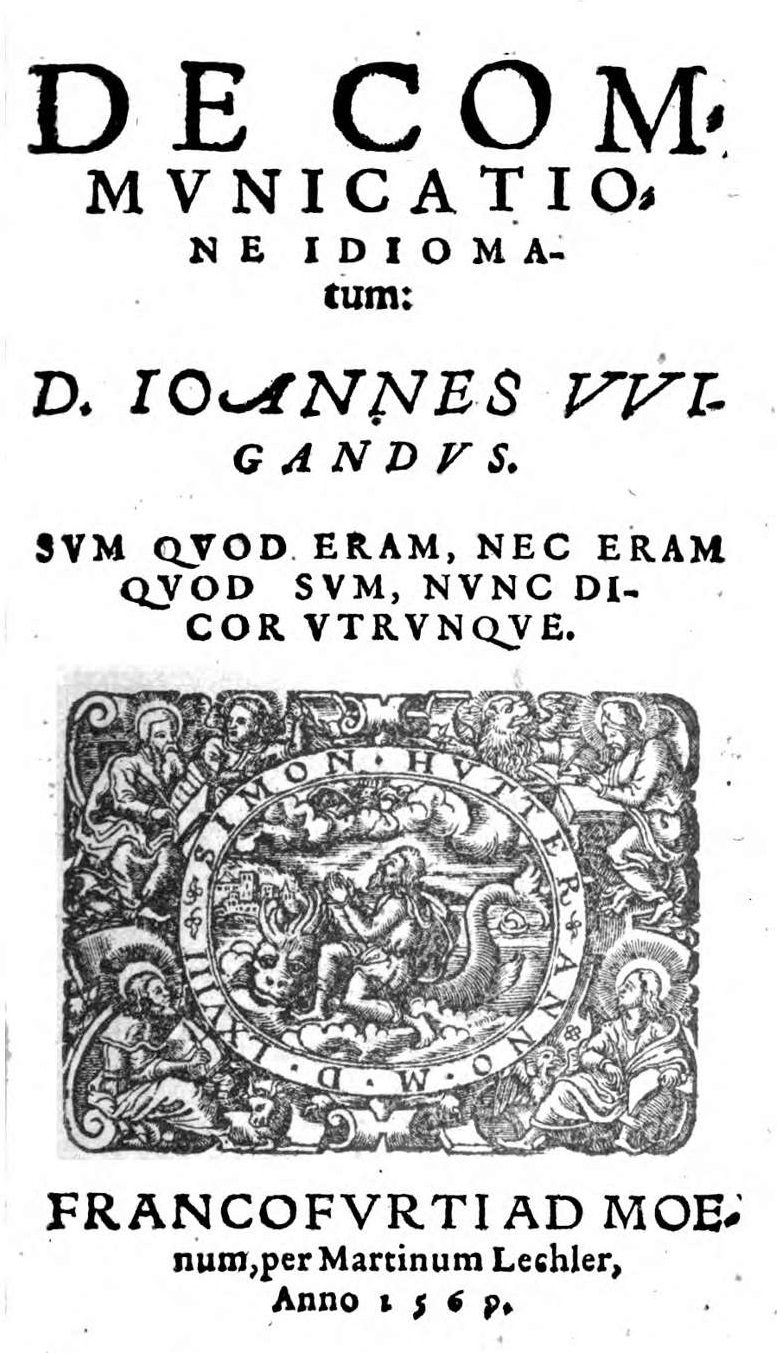
Strona tytułowa dzieła de communicatione idiomatum

Wigand opublikował wiele tekstów teologicznych, zabierał głos w wielu dysputach i polemikach o charakterze doktrynalnym i dał się poznać jako gorliwy obrońca konserwatywnego luteranizmu. 

## Działalność botaniczna
W latach 1583–1584 napisał kilka prac o przyrodzie Pomezanii, które zostały zebrane po jego śmierci w niewielki tomik pt. „Vera historia de Succino Borussico…” i łącznie z kilkoma innymi opracowaniami wydane w 1590 roku w Jenie przez dawnego jego ucznia Johanna Rosina. W zbiorze tym znajdowało się opracowanie napisane w 1583 roku, dotyczące roślin dziko występujących i uprawianych w ogrodach Prus (wymienił ok. 60 roślin egzotycznych, uprawianych w ogrodach). Zasadniczy teren prac Wiganda – Pomezania – znajdował się na prawym brzegu Wisły, w szczególności w okolicach Miłomłyna, Wigand odnosił się najwyraźniej do całych Prus Książęcych. Gatunki zostały uporządkowane alfabetycznie według nazw łacińskich, z podaną nazwą niemiecką, czasem też synonimem. Przy niektórych gatunkach znajdują się uwagi na temat morfologii, występowania i wykorzystania leczniczego. Wartość naukowa tej publikacji nie była wysoka, ponieważ Wigand w odniesieniu do lokalnej flory stosował nomenklaturę Dioskurydesa, a tym samym większość roślin oznaczył nieprawidłowo. Mimo licznych braków i błędów praca Wiganda jest ceniona jako pierwsza próba zestawienia flory Prus.
W swym ogrodzie w Miłomłynie uprawiał rozmaite rośliny, także sprowadzane z daleka, m.in. jako jeden z pierwszych w tej części Europy uprawiał tatarak zwyczajny (Acorus calamus).

## Publikacje
- 1590: Vera historia de Succino Borussico de Alce Borussica & de Herbis in Borussia nascentibus. Typis Tobiae Steinmanni, Jenae.